# Ceriana kerteszi
Ceriana kerteszi är en tvåvingeart som först beskrevs av Shannon 1925.  Ceriana kerteszi ingår i släktet griffelblomflugor, och familjen blomflugor.
Artens utbredningsområde är Peru. Inga underarter finns listade i Catalogue of Life.